# Cybister lewisianus
Cybister lewisianus is een keversoort uit de familie waterroofkevers (Dytiscidae). De wetenschappelijke naam van de soort is voor het eerst geldig gepubliceerd in 1873 door Sharp.